# Lyngdal
Lyngdal – norweskie miasto i gmina leżąca w regionie Agder.
Lyngdal jest 240. norweską gminą pod względem powierzchni.

## Demografia
Według danych z roku 2005 gminę zamieszkuje 7244 osób. Gęstość zaludnienia wynosi 18,52 os./km². Pod względem zaludnienia Lyngdal zajmuje 140. miejsce wśród norweskich gmin.
| ludność stan na 1 stycznia 2005 |         |           |       |
|                                 | kobiety | mężczyźni | razem |
| osób                            | 3586    | 3658      | 7244  |
| %                               | 49,5%   | 50,5%     | 100%  |

| wykształcenie stan na 1 października 2004 |        |         |        |        |
|                                           | podst. | średnie | wyższe | niezn. |
| osób                                      | 1011   | 3473    | 916    | 157    |
| %                                         | 18,19% | 62,5%   | 16,48% | 2,83%  |

## Edukacja
Według danych z 1 października 2004:
- liczba szkół podstawowych (norw. grunnskolar): 7
- liczba uczniów szkół podst.: 1106

## Władze gminy
Według danych na rok 2011 administratorem gminy (norw. rådmann) jest Evy-Anni Evensen, natomiast burmistrzem (norw. ordfører, d. borgermester) jest Ingunn Foss.